# Anna Słonczyńska
Anna de Verbno Słonczyńska (ur. 1893 w Warszawie, zm. w sierpniu 1944 tamże) – polska poetka, autorka liryki religijnej.

## Życiorys
Urodziła się w 1893 roku w Warszawie, w religijnej rodzinie ziemiańskiej Władysława i Wandy de domo Jarockiej. W 1912 roku rozpoczęła studia na Wydziale Filozoficznym Uniwersytetu Jagiellońskiego, przerywając je w roku 1913/1914.
Tworzyła przede wszystkim lirykę religijną. Pierwsze wiersze Słonczyńskiej ukazały się w 1914 roku na łamach „Sodalis Marianus” i „Głosu Narodu”, zaś pierwsze dwa tomiki poetyckie Boże gniazdo i Muzyka słońca opublikowano równocześnie w 1926 roku. W recenzji czwartego zbioru pt. Barwy i dźwięki (1930) Stefan Napierski porównał jej twórczość do dzieł Deotymy. Planowany piąty tom wierszy nie ukazał się ze względu na wybuch II wojny światowej. Przez cały okres międzywojenny współpracowała z „Kurierem Warszawskim”, jej wiersze i artykuły ukazywały się także na łamach „Bluszczu”, „Ilustrowanego Tygodnika Polskiego”, „Kobiety Współczesnej”, „Kultury”, „Myśli Narodowej”, „Pamiętnika Warszawskiego”, „Tęczy” czy „Tygodnika Ilustrowanego”.
Przez pewien okres należała do zarządu Towarzystwa Dziennikarzy i Literatów Polskich i warszawskiego Zrzeszenia Pisarzy Katolickich. Była członkinią komitetu organizacyjnego ogólnopolskiego Zjednoczenia Polskich Pisarzy Katolickich oraz PEN Clubu. Wraz z kilkunastoma pisarzami podpisała list protestacyjny w sprawie procesu brzeskiego, który ukazał się w 1931 roku na łamach „Robotnika”.
Zginęła od bomby na początku powstania warszawskiego.

## Twórczość
- Boże gniazdo, 1926
- Muzyka słońca, 1926
- Niebieski Gość. Poemat o Chrystusie, 1929
- Barwy i dźwięki, 1930[2]